# Sanna Fast
Sanna Maja Therese Fast, född 1 augusti 1998 i Ekeby församling i Östergötlands län, är en svensk orienterare, också känd som Sanna Fasth, som tävlar för IFK Göteborg Orientering.
Fast började sin orienterarkarriär i Boxholm-Mjölby OL och har också representerat Eksjö SOK.
Under tiden i Eksjö SOK tog Fast ett silver vid Ultra-SM 2015 och ett brons på långdistans-SM. 2015. 2016 blev Fast uttagen i den svenska juniorlandslagsgruppen, där hon vann ett guld i stafett vid junior-VM 2017 och ett silver på medeldistans vid 2018 års junior-VM.
Som senior vann Fast silver vid SM 2019 på långdistans- , guld vid SM 2020 på långdistans. Vid SM 2024 blev hon svensk mästare i stafett tillsammans med Malin Agervig Kristiansson och Elin Svantesson. Dessutom vann hon silver på långdistans och brons på medeldistans.
Vid den andra omgången av 2023 års världscup i Česká Lípa, Tjeckien vann Fast brons på medeldistansen.
Vid VM 2025 vann Fast en silvermedalj på medeldistansen samt en guldmedalj i stafett tillsammans med Hanna Lundeberg och Tove Alexandersson.